# کلی، شهرستان جونو، ویسکانسین
کلی (به انگلیسی: Kelly) یک منطقهٔ مسکونی در ایالات متحده آمریکا است که در شهرستان جونو، ویسکانسین واقع شده‌است. کلی ۲۷۷٫۰۷ متر بالاتر از سطح دریا واقع شده‌است.